# Miguel Ponce
Miguel Andrés Ponce Torres (Cerro Navia; 19 de agosto de 1971) es un exfutbolista y entrenador chileno. 
Agosto de 2025 asume en Magallanes

## Trayectoria

### Como jugador
Oriundo de Cerro Navia, se inició en las divisiones inferiores de Universidad Católica el año 1983. Debutó en el primer equipo en 1990, siendo cedido a Deportes Temuco de la Primera División Chilena. Para 1994, es fichado por Everton, y en 1995 da el salto a Universidad de Chile, donde esa misma temporada logró el campeonato nacional.
En enero de 1998, tras no renovar su contrato con Universidad de Chile, regresa a Universidad Católica, donde logró ser campeón del Apertura 2002 y Clausura 2005, retirándose a fines de 2006 con la camiseta cruzada.

### Como entrenador
En junio de 2011 asume la dirección técnica de Deportes La Serena de la Primera División chilena en reemplazo de Fernando Vergara.En septiembre de 2022, tras verse involucrado en la pelea por el descenso, es destituido de su cargo. En diciembre de 2012, es anunciado como nuevo entrenador de San Luis de la Primera B Chilena.
En 2014 tras lograr el título del campeonato de Apertura de la Primera B y luego de una mala campaña en el Torneo Clausura es despedido a falta de cuatro jornadas para la finalización del torneo.
El 5 de junio asume el desafío de lograr el ansiado ascenso con Unión San Felipe, sin embargo es cesado de sus funciones el 20 de enero de 2015. En marzo de 2015, es nombrado como nuevo entrenador de la Selección sub-17 chilena, con vistas al Mundial de la categoría a disputarse en territorio nacional. En diciembre de 2015, deja el cargo, siendo presentado en enero de 2016 como nuevo entrenador de Huachipato de la Primera división chilena. En mayo de 2017, no llega a un acuerdo por su renovación de contrato, por lo que deja la banca del conjunto acerero.
En junio de 2018 asume la banca de Deportes Temuco de la Primera división. Pese a una buena campaña con el conjunto albiverde en Copa Sudamericana, en el torneo nacional termina en la penúltima posición, descendiendo a la categoría de plata del fútbol chileno, siendo desvinculado del equipo temuquense. 
En marzo de 2019 es contratado por el San José de la Primera División Boliviana.Tras una destacada campaña, donde tuvo como hito clasificar a la Copa Libertadores 2020,en enero de 2020 firma por Blooming de la misma división. En octubre de 2020, es anunciada su salida de Blooming, para recalar en Deportes La Serena. Tras salvar al equipo serenense del descenso en 2020, la temporada siguiente tiene una irregular campaña, que termina desencadenando su despido del equipo en agosto.
En enero de 2022 fue anunciado como nuevo entrenador de Jorge Wilstermann de la Primera división boliviana.Tras una mala campaña, que inclusive lo tuvo peleado con miembros de la directiva, en abril es anunciada su salida del equipo boliviano.
El 25 de abril de 2022 es presentado como nuevo director técnico de Santiago Wanderers de Valparaíso. El 22 de noviembre de 2022 fue anunciado como nuevo director técnico de Deportes Iquique, donde el 10 de diciembre logra el ascenso a la Primera División, tras vencer por definición a penales a Santiago Wanderers en la final del Playoff de la Primera B. Tras no renovar su contrato con Iquique, el 20 de diciembre es anunciado como el nuevo estratega de Unión Española de la Primera división chilena.
El 16 de diciembre de 2024 es anunciado en Rangers de Talca, de la Primera B de Chile.

## Selección nacional

### Selección juvenil
Fue nominado a la selección sub-20 para el Sudamericano Sub-20 de 1991, quedando eliminado en primera ronda.

### Selección adulta
Ponce debutaría por la Selección chilena en un partido amistoso ante la Selección de México el día 9 de abril de 1991. En total tuvo 17 apariciones con «La Roja», destacando el disputar la Copa América 1997 y la parte final de las Clasificatorias de cara a la Copa Mundial de Francia 1998, en la cual lograrían clasificar. No sería seleccionado para la cita mundialista.
Su último partido con la selección fue ante la Selección de Perú, el día 27 de marzo de 2001 en la ciudad de Lima, correspondiente a las Clasificatorias para la Copa Mundial de 2002.

#### Participaciones en sudamericanos
| Torneo                      | Sede      | Resultado    |
| --------------------------- | --------- | ------------ |
| Sudamericano Sub-20 de 1991 | Venezuela | Primera fase |

#### Participaciones en Preolímpicos
| Torneo                     | Sede     | Resultado    |
| -------------------------- | -------- | ------------ |
| Preolímpico Sub-23 de 1992 | Paraguay | Primera Fase |

#### Participaciones en Copas América
| Torneo            | Sede    | Resultado    | Partidos | Goles |
| ----------------- | ------- | ------------ | -------- | ----- |
| Copa América 1997 | Bolivia | Primera fase | 3        | 0     |

#### Participaciones en Clasificatorias a Copas del Mundo
| Eliminatorias                    | País                  | Resultado   | Posición | PJ | G |
| -------------------------------- | --------------------- | ----------- | -------- | -- | - |
| Eliminatorias Francia 1998       | Francia               | Clasificado | 4º       | 6  | 0 |
| Eliminatorias Corea y Japón 2002 | Corea del Sur y Japón | Eliminado   | 10º      | 1  | 0 |

### Partidos internacionales
| Partidos internacionales | Partidos internacionales | Partidos internacionales                                      | Partidos internacionales | Partidos internacionales | Partidos internacionales | Partidos internacionales | Partidos internacionales | Partidos internacionales         | Partidos internacionales |
| N.º                      | Fecha                    | Estadio                                                       | Local                    | Resultado                | Visitante                | Goles                    | DT                       | Competición                      |                          |
| ------------------------ | ------------------------ | ------------------------------------------------------------- | ------------------------ | ------------------------ | ------------------------ | ------------------------ | ------------------------ | -------------------------------- | ------------------------ |
| 1                        | 9 de abril de 1991       | Estadio Luis "Pirata" Fuente , Veracruz, México               | México                   | 1-0                      | Chile                    |                          | Arturo Salah             | Amistoso                         |                          |
| 2                        | 29 de abril de 1997      | Estadio Monumental, Santiago, Chile                           | Chile                    | 6-0                      | Venezuela                |                          | Nelson Acosta            | Clasificatorias Francia 1998     |                          |
| 3                        | 11 de junio de 1997      | Estadio Félix Capriles, Cochabamba, Bolivia                   | Chile                    | 0-1                      | Paraguay                 |                          | Nelson Acosta            | Copa América 1997                |                          |
| 4                        | 14 de junio de 1997      | Estadio Félix Capriles, Cochabamba, Bolivia                   | Argentina                | 2-0                      | Chile                    |                          | Nelson Acosta            | Copa América 1997                |                          |
| 5                        | 17 de junio de 1997      | Estadio Félix Capriles, Cochabamba, Bolivia                   | Chile                    | 1-2                      | Ecuador                  |                          | Nelson Acosta            | Copa América 1997                |                          |
| 6                        | 5 de julio de 1997       | Estadio Nacional, Santiago, Chile                             | Chile                    | 2-1                      | Paraguay                 |                          | Nelson Acosta            | Clasificatorias Francia 1998     |                          |
| 7                        | 20 de julio de 1997      | Estadio Nacional, Santiago, Chile                             | Chile                    | 4-1                      | Colombia                 |                          | Nelson Acosta            | Clasificatorias Francia 1998     |                          |
| 8                        | 20 de agosto de 1997     | Estadio Centenario, Montevideo, Uruguay                       | Uruguay                  | 1-0                      | Chile                    |                          | Nelson Acosta            | Clasificatorias Francia 1998     |                          |
| 9                        | 10 de septiembre de 1997 | Estadio Nacional, Santiago, Chile                             | Chile                    | 1-2                      | Argentina                |                          | Nelson Acosta            | Clasificatorias Francia 1998     |                          |
| 10                       | 12 de octubre de 1997    | Estadio Nacional, Santiago, Chile                             | Chile                    | 4-0                      | Perú                     |                          | Nelson Acosta            | Clasificatorias Francia 1998     |                          |
| 11                       | 7 de noviembre de 1997   | Estadio Regional, Antofagasta, Chile                          | Chile                    | 4-1                      | Guatemala                |                          | Nelson Acosta            | Amistoso                         |                          |
| 12                       | 29 de mayo de 1999       | Estadio Municipal, Concepción, Chile                          | Chile                    | 3-0                      | Costa Rica               |                          | Nelson Acosta            | Amistoso                         |                          |
| 13                       | 23 de junio de 1999      | Estadio Nacional, Santiago, Chile                             | Chile                    | 0-0                      | Ecuador                  |                          | Nelson Acosta            | Amistoso                         |                          |
| 14                       | 2 de febrero de 2000     | Estadio Ricardo Saprissa, Tibás, Costa Rica                   | Costa Rica               | 1-0                      | Chile                    |                          | Nelson Acosta            | Amistoso                         |                          |
| 15                       | 5 de febrero de 2000     | Estadio Olímpico Mateo Flores, Ciudad de Guatemala, Guatemala | Guatemala                | 2-1                      | Chile                    |                          | Nelson Acosta            | Amistoso                         |                          |
| 16                       | 21 de marzo de 2001      | Estadio Olímpico Metropolitano, San Pedro Sula, Honduras      | Honduras                 | 3-1                      | Chile                    |                          | Pedro García             | Amistoso                         |                          |
| 17                       | 27 de marzo de 2001      | Estadio Nacional de Lima, Lima, Perú                          | Perú                     | 3-1                      | Chile                    |                          | Pedro García             | Clasificatorias Corea-Japón 2002 |                          |
| Total                    | Total                    | Total                                                         | Presencias               | 17                       | Goles                    | 0                        |                          |                                  |                          |

| Selección chilena | Selección chilena | Selección chilena |
| Año               | Partidos          | Goles             |
| ----------------- | ----------------- | ----------------- |
| 1991              | 1                 | 0                 |
| 1997              | 10                | 0                 |
| 1999              | 2                 | 0                 |
| 2000              | 2                 | 0                 |
| 2001              | 2                 | 0                 |
| Total             | 17                | 0                 |

## Clubes

### Como jugador
| Club                       | País  | Año       |
| -------------------------- | ----- | --------- |
| Universidad Católica       | Chile | 1990-1993 |
| → Deportes Temuco (cedido) | Chile | 1993      |
| Everton                    | Chile | 1994      |
| Universidad de Chile       | Chile | 1995-1998 |
| Universidad Católica       | Chile | 1999-2006 |

### Como entrenador
| Club                      | País    | Año       | PJ  | PG  | PE  | PP  | Efectividad |
| ------------------------- | ------- | --------- | --- | --- | --- | --- | ----------- |
| Deportes La Serena        | Chile   | 2011-2012 | 59  | 23  | 13  | 23  | 46.32%      |
| San Luis de Quillota      | Chile   | 2013-2014 | 56  | 22  | 14  | 20  | 47.62%      |
| Unión San Felipe          | Chile   | 2014-2015 | 29  | 16  | 2   | 11  | 57.47%      |
| Selección Sub-17 de Chile | Chile   | 2015      | 4   | 1   | 1   | 2   | 33.33%      |
| Huachipato                | Chile   | 2016-2017 | 49  | 15  | 17  | 17  | 42.17%      |
| Deportes Temuco           | Chile   | 2018      | 15  | 4   | 4   | 7   | 35.56%      |
| San José                  | Bolivia | 2019      | 43  | 24  | 8   | 11  | 62.01%      |
| Blooming                  | Bolivia | 2020      | 13  | 6   | 2   | 5   | 51.28%      |
| Deportes La Serena        | Chile   | 2020-2021 | 41  | 15  | 12  | 14  | 46.35%      |
| Jorge Wilstermann         | Bolivia | 2022      | 12  | 4   | 2   | 6   | 38.89%      |
| Santiago Wanderers        | Chile   | 2022      | 25  | 9   | 10  | 6   | 49.33%      |
| Deportes Iquique          | Chile   | 2023      | 36  | 16  | 13  | 7   | 56.48%      |
| Unión Española            | Chile   | 2024      | 28  | 11  | 7   | 10  | 47.62%      |
| Rangers                   | Chile   | 2025      | 18  | 5   | 7   | 6   | 40.74%      |
| Total                     | Total   | Total     | 428 | 172 | 111 | 145 | 48.83%      |

## Palmarés

### Como jugador

#### Títulos nacionales
| Título           | Club                 | País  | Año    |
| ---------------- | -------------------- | ----- | ------ |
| Copa Chile       | Universidad Católica | Chile | 1991   |
| Primera División | Universidad de Chile | Chile | 1995   |
| Copa Chile       | Universidad de Chile | Chile | 1998   |
| Primera División | Universidad Católica | Chile | 2002-A |
| Primera División | Universidad Católica | Chile | 2005-C |

### Distinciones indviduales
| Distinción                                        | Año  |
| ------------------------------------------------- | ---- |
| Equipo ideal del Torneo Apertura, Revista Triunfo | 2002 |